# Carla Meninsky
(I was a bit of an artist, and somewhere along the way had gotten the idea that computers could be used for animation and artists)
Carla Meninsky (...) è un'avvocata, ex designer e programmatrice di videogiochi (attiva durante i primi anni dell'Atari VCS) statunitense.
Una tra le prime disegnatrici di videogiochi, insieme a Carol Shaw (creatrice di 3-D Tic-Tac-Toe e River Raid), Meninsky fu una delle tre ingegnere di Atari, Inc. a sviluppare cartucce per videogiochi. In seguito diventò avvocata specializzata in proprietà intellettuale.

## Biografia
La madre di Meninsky era essa stessa programmatrice. Carla imparò la programmazione al liceo, e iniziò la sua carriera universitaria presso la Stanford University studiando matematica e passando prima alla neuropsicologia che le sembrava più eccitante e infine alla modellazione del cervello. Data la sua inclinazione artistica, Meninsky era particolarmente interessata alla capacità visiva e alla fine tornò alla programmazione e al sogno di una vita di creare strumenti di animazione.
Imparate le basi del Fortran da sua madre durante il liceo, sviluppò l'interesse per l'animazione al computer.

## Atari, Inc.
Meninsky entrò in Atari dopo essersi laureata in psicologia alla Stanford University.
Per Atari 2600 scrisse il gioco di corse del 1980 Dodge 'Em (simile al coin-op Head On del 1979 di SEGA), un porting del 1981 di Atari Warlords e la versione 2600 di Star Raiders (originariamente progettata da Doug Neubauer per Atari Famiglia a 8 bit). In seguito lavorò ad una versione di Tempest che non fu mai rilasciata, anche se esistono dei prototipi.

## Studio legale
Meninsky lavorò per Electronic Arts (EA) e altri editori di giochi e alla fine fondò la sua società di programmazione che ebbe successo. Nel corso della stesura dei contratti e vedendo i diritti di proprietà intellettuale ignorati da alcune società, si interessò al diritto di proprietà intellettuale.
Meninsky si laureò alla George Washington University Law School e esercita la professione nel campo della legge sulla proprietà intellettuale. In qualità di membro del programma EPIC per le opportunità di interesse pubblico, Meninsky testimoniò davanti al Senato degli Stati Uniti nel 2002.

## Giochi
- Dodge 'Em (per Atari)
- Dodger Cars (per Sears)
- Race (per Sears)
- Star Raiders (per Atari e Sears)
- Tempest (per Atari)
- Warlords (per Sears)

## Pubblicazioni
- Meninsky, Carla, Locked Out: The New Hazards of Reverse Engineering, 21 J. Marshall J. Computer & Info. L.601 (2003), su repository.jmls.edu.